# Шер, Василий Владимирович
Василий Владимирович Шер (18 марта 1883—1940) — экономист, меньшевик, фигурант показательного процесса «Союзного бюро меньшевиков».

## Биография
Сын архитектора Владимира Шера и внук скульптора Дмитрия Шера. По словам соученика Шера по гимназии, семья происходила от выходца из Голландии. Мать Вера Васильевна, урождённая Марецкая, была купеческого происхождения. Приходится троюродным братом актрисе Вере Марецкой и ее братьям, "красным профессорам" Дмитрию и Григорию, расстрелянным в 1937 году. 
В старших классах гимназии совместно с Валентином Свенцицким и Марком Вишняком издавал на гектографе у себя в доме самодеятельный журнал «Молодые побеги» (вышло 11 номеров примерно по 80 страниц тиражом 70 копий). В 1901 году окончил с серебряной медалью 1-ю московскую гимназию. и юридический факультет Московского университета (1908).

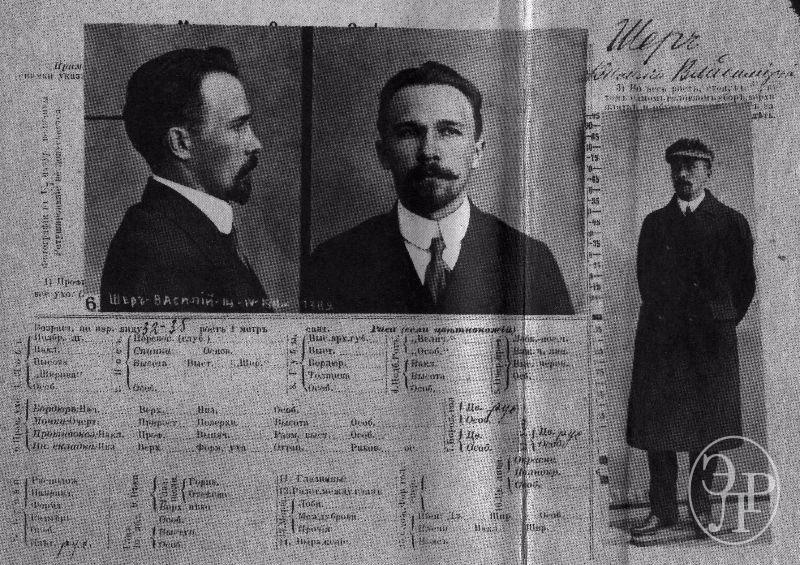
Полицейская карта Василия Шера

С 1902 участвовал в студенческом революционном движении. По словам Вишняка, к концу 1904 года Шер «самоопределился как экономист марксистской школы». В 1905 году вступил в РСДРП, состоял во фракции меньшевиков. После революции 1905—1907 годов ликвидатор. Организатор московского типографского союза.
После Февральской революции — секретарь Совета солдатских депутатов в Москве, член ЦК меньшевиков; с июля 1917 — помощник командующего войсками Московского военного округа; в октябре 1917 — начальник политического управления военного министерства. Во время Октябрьского восстания в Москве находился в штабе полковника Рябцева, командовавшего силами белогвардейцев.
Сотрудник Госбанка СССР с 1917, член правления Госбанка СССР до декабря 1929. В 1919 году профессор экономического отделения МГУ, с 1921 по 1922? профессор кафедры рабочего вопроса факультета общественных наук того же университета. Область научных интересов — кредитная реформа.
В 1930 году поступил на место заместителя заведующего архивом института К. Маркса и Ф. Энгельса, но в мае того же года уволен по первой категории в ходе «чистки» советского госаппарата, которую проходил как бывший сотрудник Госбанка. Его апелляция в Центральную комиссию по «чистке» была отклонена.
Арестован в первой половине сентября 1930 года. Ещё 27 ноября 1930 года на очной ставке с арестованным К. Г. Петуниным Шер отказался подтвердить показания последнего об инструктировании его перед поездкой в Берлин осенью 1927 года по части общения с меньшевикам за рубежом. Но уже 30 ноября Шер давал «признательные» показания, в том числе и по тому эпизоду, который ранее категорически отрицал. 9 марта 1931 года осуждён по делу «Союзного бюро меньшевиков» Специальным судебным присутствием ВС СССР на 10 лет лишения свободы. Отбывал наказание в Верхнеуральском политизоляторе. 10 июля 1940 года постановлением ОСО при НКВД заключение заменено ссылкой в Чкаловскую область, а Постановлением от 26.10.1940 место ссылки заменено на г. Хотин на 2 года. Определением ВТ КиевВО от 4.12.1955 были отменены пост. ОСО при НКВД СССР от 2.11.1937, от 10.07.1940, 26.10.1940. Реабилитирован 13 марта 1991 года
Прокуратурой СССР.

### Отзывы современников
Он выделялся не только своими успехами, заняв сразу место второго ученика, но и своими манерами и внешним обликом. Высокий, веселый, кровь с молоком, изящный, можно сказать, красавец, если бы не слишком широкие ноздри плоского носа.  Шер сразу пленил меня. Моему детскому воображению он представлялся нетитулованным аристократом, почти таким же, как неподалеку от меня сидевшие кн. Гагарин, Георгий Георгиевич, или барон Шеппинг.  — М. В. Вишняк.
Общее  моё  впечатление  от  встреч  с  Ш[ером]:  человек  не  особенно  жалующий  совет[скую]  власть, но примирившийся с ней ("ничего не поделаешь"); по-чиновничьи, но добросовестно,  когда  захочет,  исполняющий  свои  обязанности  Члена  Правления. — А. А. Блюм, по материалам следственного дела.

## Семья
- Отец — Владимир Дмитриевич Шер[7],
- Мать — Вера Васильевна, урождённая Марецкая[7]
  - Брат — Дмитрий (1885—1941), 1-й брак с Евгенией Николаевной Королёвой, в нём трое детей: Владимир (1906—1986), Елена, в замужестве Галле (1908—1976) и Борис (1910—1978); 2-й брак с Надеждой Сергеевной Багатуровой (Шер, 1890—1976), в нём сын Сергей[7].
  - Сестра — Вера, замужем за Владимиром Литкенсом[7]
  - Сестра — Ольга, замужем за Дмитрием Дмитриевичем Галаниным[7]
- Жена — Татьяна Николаевна Королёва (сестра Евгении, жены Дмитрия Шера)[7],
  - Сын — Василий[7]
  - Дочь — Вера (1914—1995)[7]
  - Дочь — Татьяна[7]

## Труды
- Шер В. В. История профессионального движения рабочих печатного дела в Москве : Материалы к истории проф. движения в России. — Москва : Наука, 1911. — XII, 475 с.